# Álvaro de Soto
Pour les articles homonymes, voir De Soto.
Álvaro de Soto Polar, né le 16 mars 1943 à Buenos Aires, est un diplomate péruvien.

## Biographie
Après des études en droit et relations internationales à Lima puis à Genève, il devient diplomate pour son pays avant d'entrer aux Nations unies en 1982 au cabinet du secrétaire général en tant qu'assistant spécial, puis assistant exécutif et enfin conseiller politique principal du secrétaire général. Il mène notamment les négociations qui ont mis un terme à dix années de guerre au Salvador. Il est par la suite : 
- de 1995 à 1999, sous-secrétaire général aux affaires politiques, responsable des Amériques, de l’Europe, de l’Asie et du Pacifique ;
- de 1999 à 2003, conseiller spécial du secrétaire général pour Chypre ;
- représentant spécial pour le Sahara occidental (Mission des Nations unies pour l'organisation d'un référendum au Sahara occidental) ; 
  - du 5 août 2003 à juin 2004 au rang de secrétaire général adjoint,
  - de juin 2004 à mai 2005 au rang secrétaire général,
- à partir du 6 mai 2005, coordonnateur spécial pour le processus de paix au Moyen-Orient (il succède à Terje Roed-Larsen) ;
- de 2016 à 2019, ambassadeur du Pérou en France.

Il est le frère de l’économiste néolibéral Hernando de Soto. Il intègre l'équipe de campagne de ce dernier lors de l'élection présidentielle de 2021.